# Викентий (Брылеев)
Епископ Викентий (в миру Вячеслав Владимирович Брылеев; 20 ноября 1979, Бендеры) — архиерей Русской православной церкви, епископ Тарский и Тюкалинский.

## Биография
С 1990 года алтарничал в Преображенском соборе города Бендеры, был иподиаконом на архиерейских богослужениях. С 1994 года совмещал иподиаконское послушание с должностью референта епископа Бендерского Викентия (Мораря).
В 1995 года по окончании курсов нравственного духовного совершенствования при Бендерской епархии преподавал в школе № 15 года Бендеры предмет «Основы Православия» (в 1-4 классах). В 1996 году окончил среднюю школу № 15 города Бендеры.
3 января 1997 года епископом Дубоссарским Юстинианом (Овчинниковым) пострижен в монашество с именем Викентий в честь священника Викентия Августопольского. 4 января епископом Дубоссарским Юстинианом рукоположен в сан иеродиакона.
1 ноября 1997 года назначен клириком Покровского храма Тирасполя. С 14 марта 1998 года — и. о. ключаря того же храма.
В 1999—2005 годы обучался на заочном отделении Московской духовной семинарии.
7 декабря 1999 года епископом Тираспольским и Дубоссарским Юстинианом (Овчинниковым) назначен ключарём кафедрального собора Рождества Христова города Тирасполя.
В 2001—2007 годы служил духовником и преподавателем православной гимназии «Талант» в Тирасполе.
В январе 2002 года назначен преподавателем епархиального духовного училища города Бендеры и ответственным за еженедельные программы на православную тематику на «Радио Приднестровья».
20 ноября 2002 года возведён в сан архидиакона.
1 июня 2003 года назначен секретарём епископа по протоколу и членом дисциплинарной комиссии при епархиальном совете Тираспольской епархии.
7 апреля 2004 года в Преображенском соборе города Бенедеры епископом Тираспольским и Дубоссарским Юстинианом (Овчинниковым) рукоположен в сан иеромонаха.
В апреле 2004 года становится членом Координационного совета при Министерстве просвещения Приднестровья.
15 октября 2004 года в дополнение к несомым послушаниям назначен настоятелем Покровского храма города Тирасполя.
18 января 2005 года назначен войсковым священником Черноморского казачьего войска Приднестровья.
26 апреля 2005 года был награждён саном игумена.
31 июля 2005 года освятил отремонтированные алтарь и внутренние помещения верхнего этажа Покровского храма.
1 сентября 2006 года назначен и. о. секретаря Тираспольского епархиального управления.
28 января 2007 года в кафедральном соборе Рождества Христова в Тирасполе епископом Юстинианом «во внимание к усердным трудам на благо Матери-Церкви» награждён правом ношения палицы.
В 2007 года заочно окончил Государственный университет Молдовы.
В апреле 2007 года перешёл служить в Саратовскую епархию и назначен ключарём Покровского храма города Саратова. Также был назначен директором детского православного лагеря «Солнечный».
Вёл еженедельную программу на Саратовском областном радио. Являлся членом комиссии при губернаторе Саратовской области по вопросам возрождения духовности и казачества. С февраля 2010 года окормлял казачество Саратовской области.
В 2009 году окончил Киевскую духовную академию. Назначен преподавателем Саратовской духовной семинарии.
16 января 2010 года присутствовал на торжествах в честь 10-летия освящения кафедрального собора Рождества Христова в Тирасполе и благодарность за понесенные труды (в бытность его ключарем) был удостоен ордена преподобного Паисия Величковского II степени.
В сентябре 2011 года принят в клир Владимирской епархии и назначен настоятелем Кресто-Воздвиженского прихода в городе Костерево Петушинского района Владимирской области. В ноябре 2011 года при храме им была основана воскресная школа.
После образования в 2013 года Александровской епархии продолжил служение на том же приходе в клире данной епархии. Назначен председателем епархиального богослужебного отдела и историко-архивной комиссии, был членом епархиального суда и секретарём ставленнической комиссии.
В сентябре 2015 года поступил на заочное отделение в Нижегородский государственный педагогический университет имени Козьмы Минина.
22 апреля 2016 года направлен на служение в Челябинскую епархию и назначен клириком Симеоновского кафедрального собора города Челябинска.
В июне 2016 года назначен помощником благочинного Златоустовского округа и руководителем духовно-просветительского центра «Покров» города Златоуста.

### Архиерейство
27 декабря 2016 года решением Священного Синода Русской Православной Церкви избран епископом Златоустовским и Саткинским.
28 декабря 2016 года по благословению Патриарха Московского и всея Руси Кирилла, Управляющий делами Московской Патриархии митрополит Санкт-Петербургский и Ладожский Варсонофий (Судаков) в храме Всех святых, в земле Русской просиявших, Патриаршей и Синодальной резиденции Данилова монастыря в Москве возвел игумена Викентия в сан архимандрита.
30 декабря 2016 года в храме Всех святых, в земле Российской просиявших, Патриаршей и Синодальной резиденции в Даниловом монастыре Патриарх Московский и всея Руси Кирилл возглавил чин наречения архимандрита Викентия во епископа Златоустовского и Саткинского.
3 января 2017 года в Успенском Патриаршем соборе Московского Кремля (в день 20-летия монашеского пострига) состоялась архиерейская хиротония архимандрита Викентия во епископа Златоустовского и Саткинского, которую совершили: Патриарх Кирилл, митрополит Ташкентский и Узбекистанский Викентий (Морарь), митрополит Истринский Арсений (Епифанов), митрополит Челябинский и Миасский Никодим (Чибисов), архиепископ Солнечногорский Сергий (Чашин), архиепископ Костромской и Нерехтский Ферапонт (Кашин), епископ Читинский и Петровск-Забайкальский Димитрий (Елисеев), епископ Магнитогорский и Верхнеуральский Иннокентий (Васецкий), епископ Троицкий и Южноуральский Григорий (Петров).
В 2018 году окончил Нижегородский государственный педагогический университет имени Козьмы Минина.
11 октября 2023 года освобождён от управления Златоустовской епархией и назначен Епископом Тарским и Тюкалинским.